# Bokenäs nya kyrka
Bokenäs nya kyrka är en kyrkobyggnad sedan 2010 i Bokenäsets församling (tidigare i Bokenäs församling) i Göteborgs stift. Den ligger i Bokenäs i Uddevalla kommun.

## Kyrkobyggnaden
1894 fattades beslut att bygga en ny kyrkobyggnad eftersom Bokenäs gamla kyrka bedömdes vara för liten för traktens växande befolkning. Nya kyrkan uppfördes åren 1899 - 1901 efter ritningar av arkitekt Adrian C. Peterson. Byggnaden har en stomme av granit och består av långhus med smalare rakt kor i öster och kyrktorn i väster. Koret flankeras av två lägre utbyggnader där den norra inrymmer sakristian och den södra inrymmer ett arkiv. Kyrkan har drabbats av återkommande fuktproblem och har vid ett flertal tillfällen fått repareras.

## Inventarier
- En dopfunt av trä i nygotisk stil är samtida med kyrkan. Funten har sexkantig fot och en överdel buren av en sjudelad knippekolonn.
- Predikstolen är samtida med kyrkan och består av femsidig korg med fundament och ljudtak.
- Ursprungliga orgeln byggdes 1903 av Carl Axel Härngren. Nytt orgelverk tillkom 1971 byggt av John Grönvall Orgelbyggeri. Ursprungliga orgelfasaden behölls.